# ادراک زمان

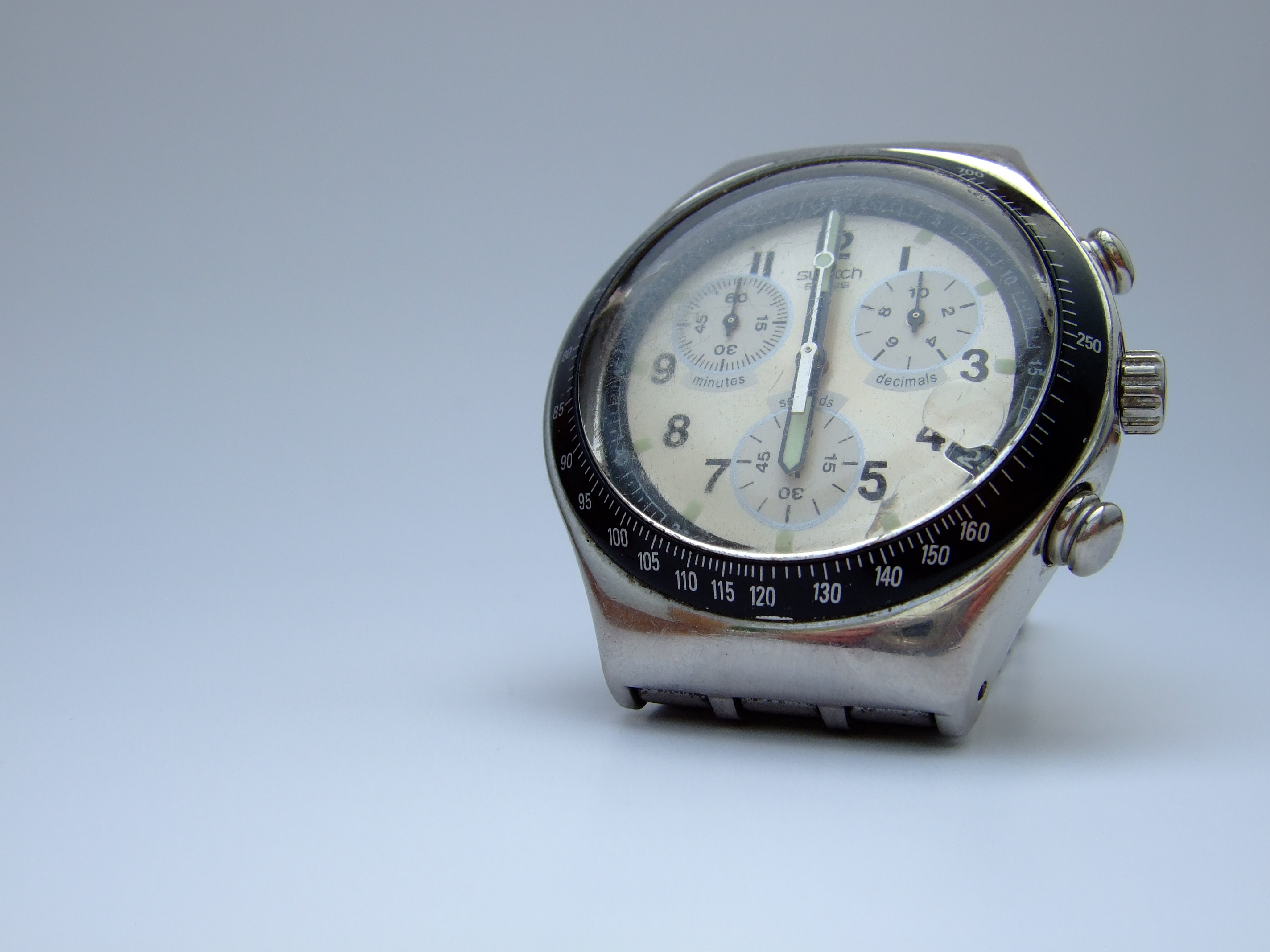
یک ساعت کوارتز امروزی

ادراک زمان یک زمینهٔ مطالعاتی در روانشناسی، زبان‌شناسی شناختی و علوم اعصاب است. ادراک زمان به تجربه ذهنی از زندگی اشاره دارد:
زمان. زمان برای هر شخصی به شکل فاصلهٔ بین وقایع یا طول یک اتفاق خاص مفهوم پیدا می‌کند. فاصله زمانی بین دو اتفاق پی در پی در مغز انسان با یک طول مشخص فهم می‌شود. ادراک افراد مختلف از یک زمان ثابت می‌تواند متفاوت باشد. فهم شخص دیگر از زمان را نمی‌توان به‌طور مستقیم تجربه کرده یا درک کرد، اما می‌توان آن را مورد مطالعه و استنباط قرار داد. زمان ادراک شده توسط مغز را می‌توان تحت شرایط  خاصی به هم ریخت. این به هم ریختگی‌های زمانی، که در برخی مطالعات علمی انجام می‌شوند به ما کمک می‌کند تا مکانیسم نحوهٔ ادراک زمان را بهتر بفهمیم.

## نظریه‌ها
ویلیام جی. فریدمن (۱۹۹۳) نیز تقابل دو نظریه را برای درک زمان مطرح کرد:
- مدل دوام حافظه زمانی: این مدل نوعی ردیابی دوام حافظه در طول زمان است که با استفاده از آن می‌توان عمر یک خاطره را (و به تبع آن دریافتن اینکه دقیقاً چه مدت این رویداد به یاد آورده شده) با توجه به دوام ردپای آن دریافت و با این واقعیت که خاطرات رویدادهای تازه‌تر می‌تواند سریع‌تر از خاطرات دیرپا محو شوند، درگیر شد.
- مدل استنتاج که پیشنهاد می‌دهد زمان یک رویداد از اطلاعات مربوط به رابطه بین رویداد مورد پرسش و دیگر رویدادهایی که تاریخ یا زمان‌شان شناخته شده‌است، منتج می‌شوند.

نظریه دیگر شامل ناخودآگاه مغز منطبق با «پالس‌ها» ست که در طول یک بازه زمانی مشخص، گاه‌شماری بیولوژیکی را ایجاد می‌کنند. این نظریه ادعا می‌کند که مغز می‌تواند هم‌زمان چندین گاه‌شمار بیولوژیکی را بسته به نوع کاری که انجام می‌دهند، ایجاد کند. محل این پالس‌ها و آنچه آن‌ها را برمی‌سازد، نامعلوم است. در واقع این مدل استعاره است و از نظر فیزیولوژی مغز یا آناتومی آن، صحت ندارد.